# 尾坂芳夫
尾坂 芳夫（おざか よしお、1930年 - ）は、日本の土木工学者。東北大学名誉教授。元土木学会副会長。元日本学術会議会員。

## 人物・経歴
1953年東北大学工学部土木工学科卒業。1955年東北大学大学院工学研究科建設工学専攻修了、日本国有鉄道入社。1967年日本鉄道施設協会論文賞受賞。1969年土木学会吉田賞受賞。1972年工学博士。日本国有鉄道大阪工事局次長等を経て、1972年東北大学工学部教授。1989年東北大学工学部長・工学研究科長。1986年日本コンクリート工学協会論文賞受賞。1989年土木学会吉田賞（論文部門）受賞。1990年日本コンクリート工学協会理事。1991年土木学会副会長。1992年土木学会論文賞受賞。1993年東北大学大学院情報科学研究科長。1994年東北学院大学工学部教授、第16期日本学術会議会員。2002年東北テクノアーチ代表取締役社長。

## 著書
- 『コンクリートの品質管理入門』彰国社 1981年
- 『土木構造設計法』（高岡宣善, 星谷勝と共著）技報堂出版 1981年
- 『レデ-ミクストコンクリ-ト・コンクリ-ト品質の管理と検査』（柳田力と共著）山海堂 1988年
- 『コンクリート工学 2』（鈴木基行と共著）彰国社 1997年
- 『心の豊かさをつくる技術知』東北大学出版会 1998年
- 『風土が育む日本の技術知 : 地球社会的知への止揚』東北大学出版会 2003年